# Зевакинский сельский округ
Зева́кинский се́льский окру́г (каз. Зевакино ауылдық округі) — административная единица в составе Шемонаихинского района Восточно-Казахстанской области Казахстана.
Административный центр — село Зевакино.

## География
Согласно решению Шемонаихинского районного маслихата Восточно-Казахстанской области от 11 февраля 2022 года № 15/12-VII «Об утверждении Плана по управлению пастбищами и их использованию по Зевакинскому сельскому округу Шемонаихинского района на 2022-2023 годы» — общая площадь Зевакинского сельского округа составляет 43612 га; в том числе: земли сельскохозяйственного назначения — 29973 га, земли населенных пунктов — 5004 га, земли промышленности, транспорта, связи, для нужд космической деятельности, обороны,национальной безопасности и иного несельскохозяйственного назначения — 508 га, земли лесного фонда — 1103 га, земли водного фонда — 4228 га, земли запаса — 2796 га. Гидрография сельского округа представлена реками Иртыш и Уба (Шульбинское водохранилище).

## История
По состоянию на 1989 год на территории нынешнего административно-территориального образования помимо собственно Зевакинского сельсовета (село Зевакино) располагался также Убинский сельсовет (сёла Убинка, Новая Убинка, Убаредмет).
Решением XIX сессии Восточно-Казахстанского областного маслихата от 29 декабря 1998 года № 19/10 «О внесении изменений в административно-территориальное устройство некоторых городов и районов Восточно-Казахстанской области» — Убинский сельский округ был упразднён; населённые пункты упразднённого сельского округа вошли в состав Зевакинского сельского округа.

## Население
| Численность населения | Численность населения | Численность населения |
| 1989                  | 1999                  | 2009                  |
| --------------------- | --------------------- | --------------------- |
| 1131                  | ↗2952                 | ↘2339                 |

## Состав
| № | Населённый пункт | Тип населённого пункта       | КАТО      | Географические координаты       | Население, 2009 г. |
| - | ---------------- | ---------------------------- | --------- | ------------------------------- | ------------------ |
| 1 | Зевакино         | село, административный центр | 636843100 | 50°13′30″ с. ш. 81°51′16″ в. д. | ↘1 336             |
| 2 | Новая Убинка     | село                         | 636843200 | 50°19′36″ с. ш. 81°46′43″ в. д. | ↘152               |
| 3 | Убаредмет        | село, упразднено             | —         | 50°16′19″ с. ш. 81°44′35″ в. д. | —                  |
| 4 | Убинка           | село                         | 636843400 | 50°19′13″ с. ш. 81°43′59″ в. д. | ↘854               |